# Cansiglio
Il Cansiglio (Canséi o Canséjo in veneto o Pian o Piano del Cansiglio) è un vasto altopiano delle Prealpi Bellunesi, circondato dall'omonima foresta, situato a cavallo di Veneto e Friuli-Venezia Giulia, tra le province di Belluno, Treviso e Pordenone, ad un'altitudine compresa tra i 900 m e 1.200 m s.l.m., nella regione storico-geografica dell'Alpago, principalmente nei territori dei comuni di Tambre, Fregona, Caneva, Alpago e Sarmede.

## Geografia

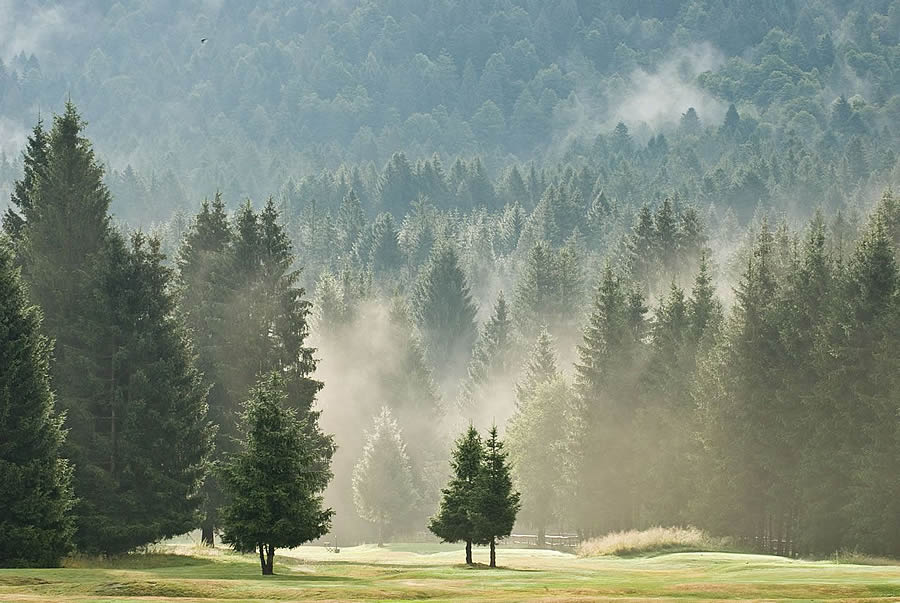
La foresta del Cansiglio

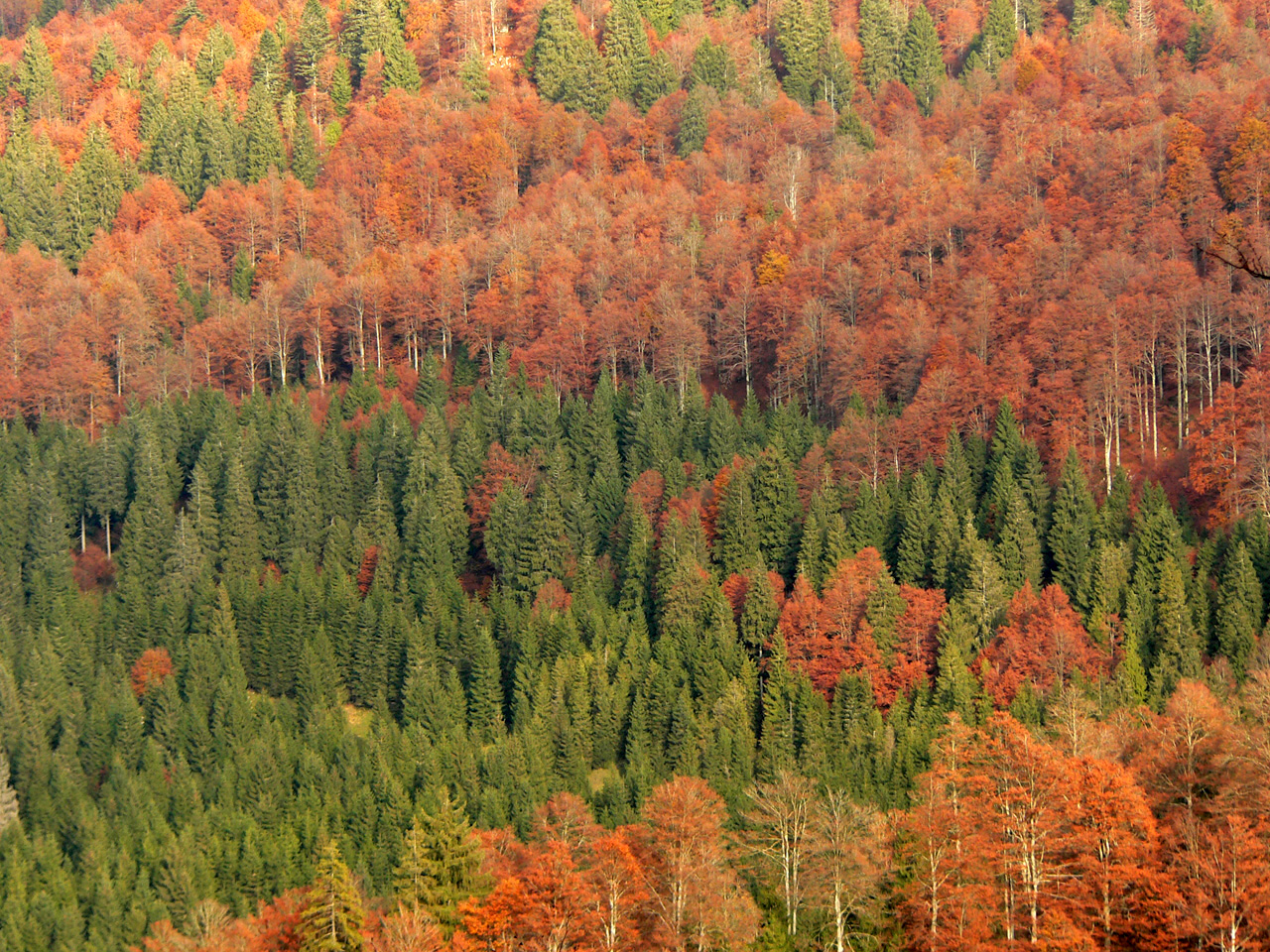
La foresta in autunno: da notare la differenza tra i faggi, autoctoni, e le conifere, introdotte dall'uomo

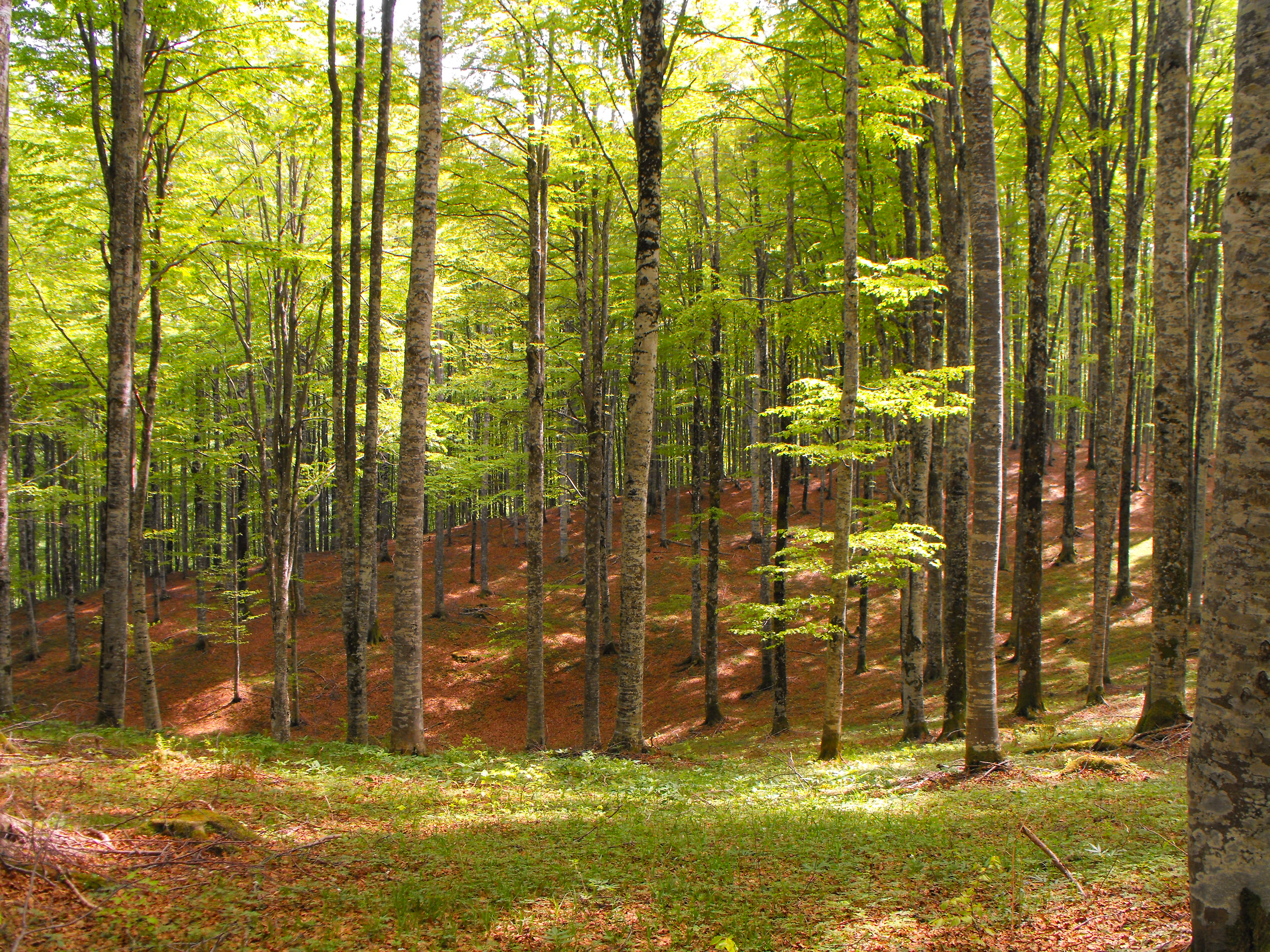
Scorcio della faggeta

L'altopiano si eleva rapidamente dalla sottostante pianura veneto-friulana a oltre i 1.000 m d'altitudine: si tratta invero di una conca "coronata" da alcune cime rocciose: a sud-ovest il Costa, la Cima Valsotta, il Millifret e il Pizzoc, che lo dividono dalla Val Lapisina, ad est il gruppo del Cavallo, oltre il quale si trova il Piancavallo. Sono presenti vari fenomeni di origine carsica, in particolar modo doline e inghiottitoi: i più celebri sono il Bus de la Lum, il Bus della Genziana e l'Abisso del Col della Rizza, i quali sono profondi rispettivamente -180, -585 e -794 metri.

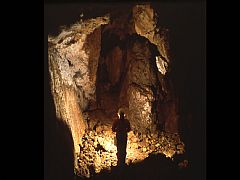
Il Bus della Genziana

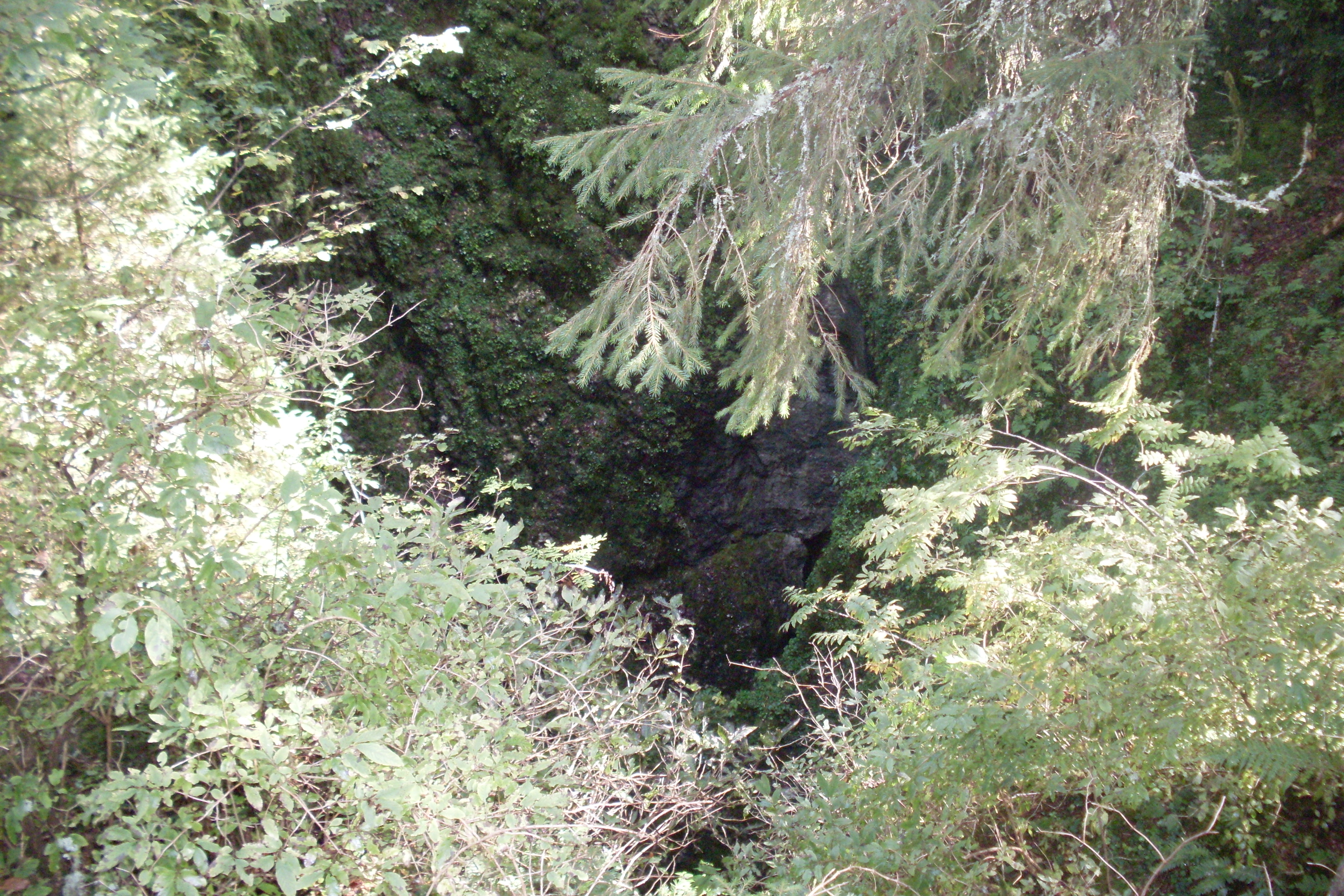
L'imboccatura del Bus de la Lum

Quasi tutto il suo territorio è ricoperto da selve che prendono nell'insieme il nome di bosco o foresta del Cansiglio: predomina soprattutto la faggeta, autoctona, sviluppatasi su substrati carbonatici, ma sono presenti ampiamente specie non autoctone, come le aghifoglie (soprattutto abete rosso). Le particolarità climatiche della conca, inoltre, fanno sì che la distribuzione delle specie vegetali sia invertita, per cui piante tipiche degli ambienti più freddi si trovano a basse altitudini e viceversa. Di grande effetto visivo è la presenza in primavera di una estesa fioritura nemorale di anemone, sotto la faggeta. Vasti spazi, ubicati soprattutto nella conca, sono adibiti a pascolo e ancor oggi vi si pratica la pastorizia (ovini e bovini soprattutto).

### Orografia
Dal punto di vista della classificazione alpina il Cansiglio è inserito nelle Prealpi Bellunesi.
La SOIUSA lo vede come un sottogruppo alpino con la seguente classificazione:
- Grande parte = Alpi Orientali
- Grande settore = Alpi Sud-orientali
- Sezione = Prealpi Venete
- Sottosezione = Prealpi Bellunesi
- Supergruppo = Catena Cavallo-Visentin
- Gruppo = Gruppo Col Nudo-Cavallo
- Sottogruppo = Sottogruppo del Cansiglio
- Codice = II/C-32.II-B.1.b

### Clima
La conformazione del Cansiglio "a catino" favorisce il ristagno dell'aria fredda nelle parti più basse della piana creando forti inversioni termiche. Questo fenomeno è particolarmente evidente nelle notti a ciel sereno, quando la temperatura nelle parti inferiori è di diversi gradi inferiore rispetto alle zone limitrofe poste ad altitudini superiori. L'elevato sky-view factor, caratteristica tipica degli altopiani carsici, rende non inusuale il raggiungimento di temperature inferiori ai -20 °C nelle notti più fredde. Nel 2005 è stata misurata la temperatura minima di -35,4 °C in località Valmenera all'altitudine di 905 metri s.l.m.

## Storia

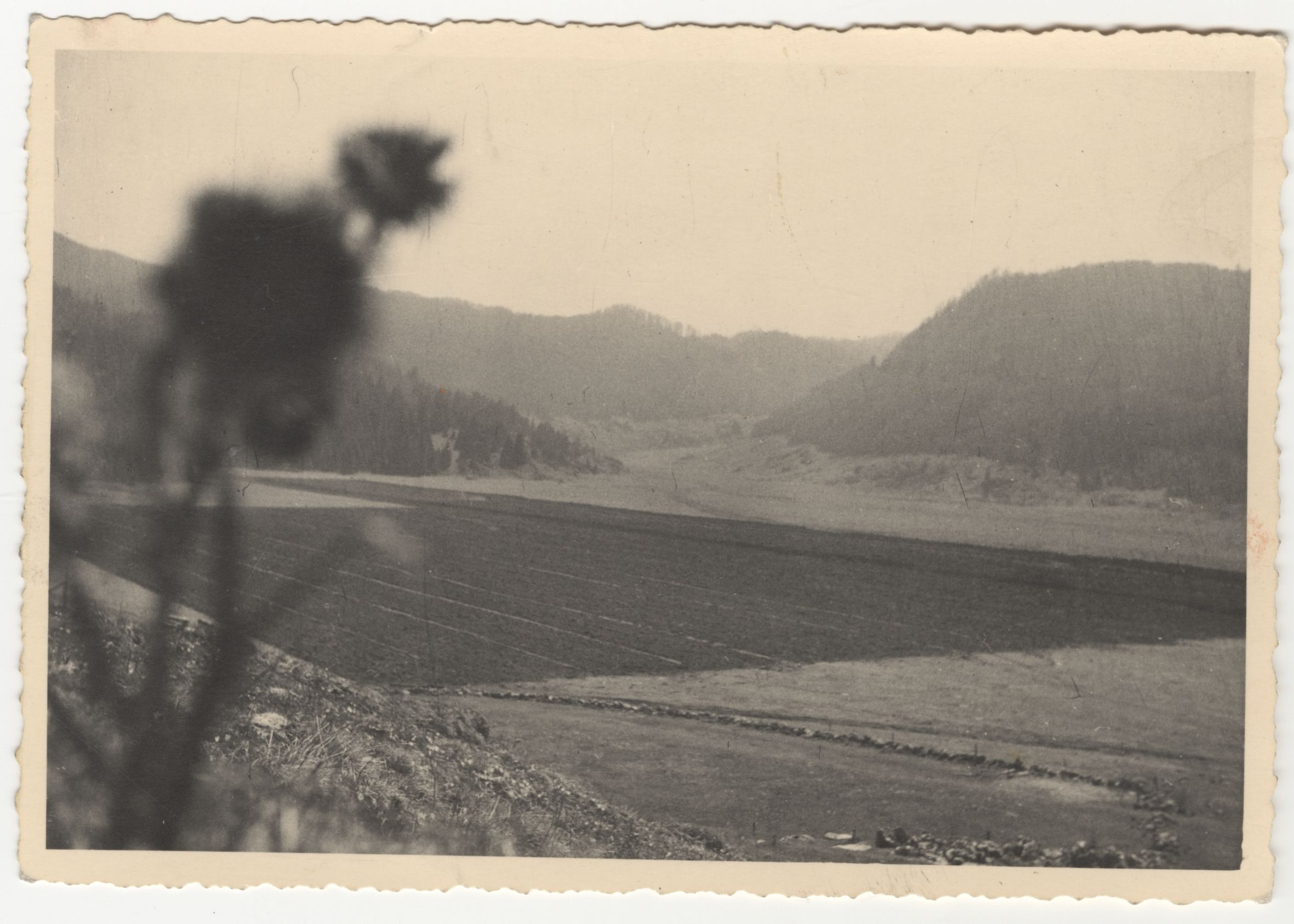
Terreni agricoli a metà del XX secolo

Numerose punte di selce fanno risalire le prime presenze umane ad oltre 10.000 anni fa, quando l'altopiano era utilizzato come riserva di caccia.
Il Cansiglio non è citato né nei testi di età romana né in quelli altomedioevali. La prima menzione risale al 923: in un diploma, l'imperatore Berengario I donava al vescovo di Belluno alcuni territori nei dintorni del Cansillo. Nel 1185, invece, papa Lucio III ribadisce in una bolla i precedenti diritti, riferendosi anche al Campum silium. Sulla base di ciò, l'ipotesi più accreditata fa derivare il toponimo da campum, in riferimento ad uno spazio coltivato o adibito a pascolo, e concilium, termine latino medievale che indicava non solo un'assemblea locale, ma anche i terreni di uso comune. Si ritiene infatti che le risorse del Cansiglio fossero liberamente sfruttabili da tutta la comunità locale sin dall'epoca longobarda. Altre supposizioni, mantenendo la radice campum, lo mettono in relazione al latino silva (selva, bosco) o al nome di un personaggio di epoca romana di spicco, forse un proprietario terriero.
In seguito, il Cansiglio fu amministrato dalle regole d'Alpago e queste, nel 1404, passarono con Belluno alla Serenissima. Nel 1548 la Repubblica di Venezia vi insediò un Capitano Forestale che controllasse attentamente lo sfruttamento delle risorse boschive, utili soprattutto alla realizzazione di remi. La cosa ostacolò particolarmente le attività tradizionali, basate sulla pastorizia, e le continue lamentele dei locali portarono alla creazione del Mezzomiglio, un'area dove era permesso il pascolo. In seguito furono emanati provvedimenti sempre meno rigidi, cosa che tuttavia provocò il degrado della foresta.
A testimonianza dell'enorme importanza della zona boschiva per la Serenissima, di ogni albero veniva annotata l'età e la previsione di taglio, erano previste pene severe per i trasgressori ed era legislativamente statuito che la figlia del guardaboschi del Cansiglio, pur non appartenendo alla nobiltà, potesse maritarsi con l'aristocrazia veneziana.
Caduta Venezia, nel 1797, il bosco decadde ulteriormente perché del tutto indifeso e preda di abusi e sciacallaggi. Passato poi al Regno d'Italia, il Cansiglio divenne proprietà demaniale.

### Seconda guerra mondiale: la resistenza partigiana

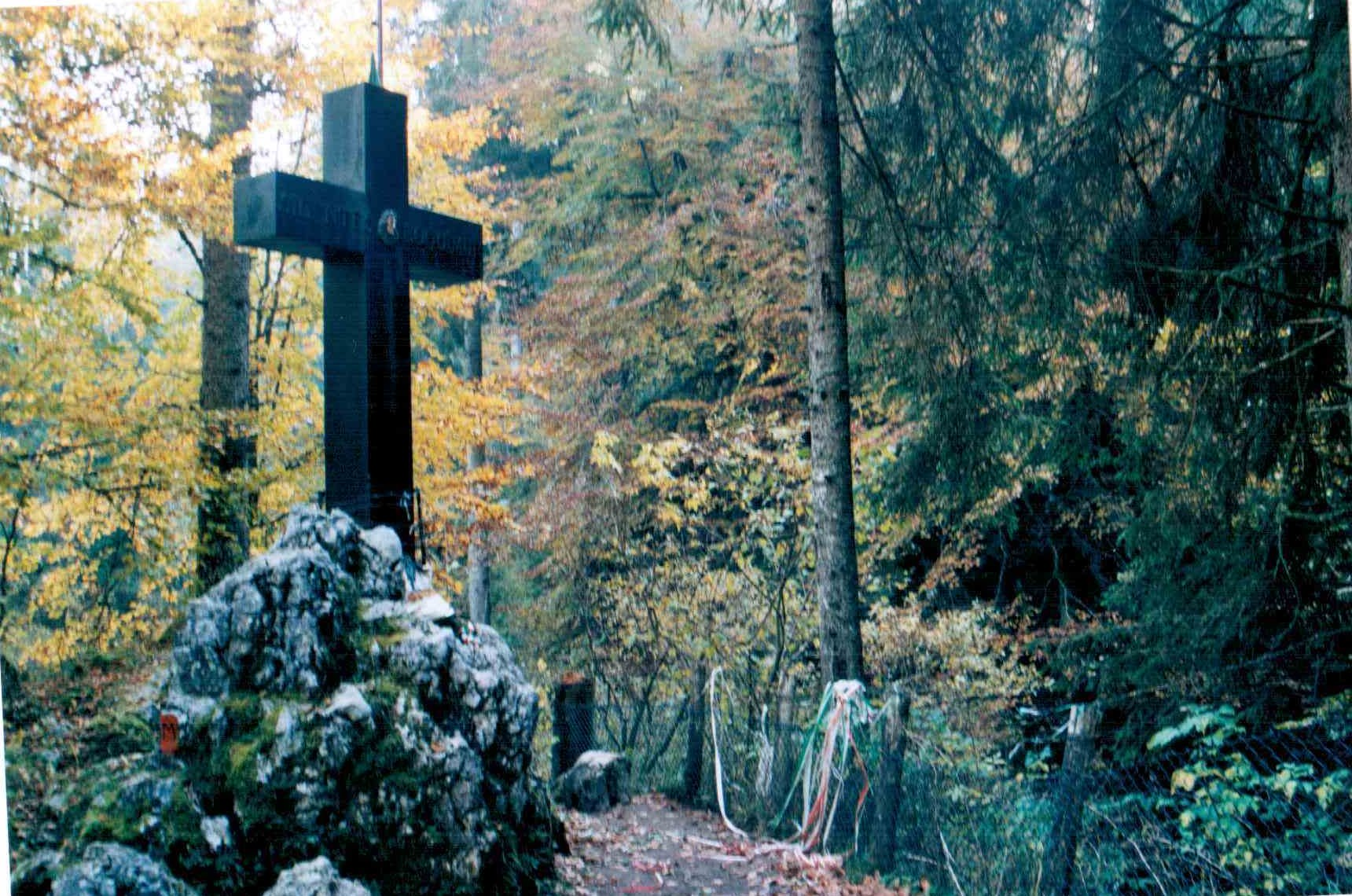
Il monumento sul ciglio del Bus de la Lum

Il Cansiglio fu uno dei luoghi della resistenza durante la seconda guerra mondiale.
Nel 1944, tra gli ultimi giorni di agosto e i primi di settembre, le truppe tedesche compirono un vasto rastrellamento contro le brigate partigiane che vi operavano, le quali tentarono una resistenza.
Il 10 settembre la situazione era compromessa e la gran parte dei gruppi riuscì a fuggire. Non trovando i partigiani, i nazisti colpirono la popolazione locale, incendiando malghe e casere.
La "battaglia", che tuttavia provocò un numero relativamente basso di perdite, fu vista allora come un'autentica sconfitta che suscitò sconforto e malumori tra le formazioni partigiane della zona, le quali riuscirono a riorganizzarsi solo la primavera successiva.

## Società

### La comunità cimbra
Sul Pian del Cansiglio sopravvive una minuscola isola linguistica cimbra. Fanno parte della stessa stirpe dei più antichi cimbri dell'Altopiano di Asiago, poiché i loro antenati si mossero dal villaggio di Roana. Essi raggiunsero per la prima volta il bosco nel 1707, prosperando grazie alle loro abilità di scatoleri (costruttori di scatoi, scatole generalmente in legno di faggio). Le migrazioni si fecero stabili dall'inizio dell'Ottocento, quando, con l'arrivo di Napoleone, la comunità cimbra dei Sette Comuni si trovò in difficoltà a causa della perdita degli antichi privilegi che, sin dal medioevo, le avevano garantito una certa autonomia. Attualmente il loro numero, dalle 280 unità censite nel 1877 (ma dovevano avere toccato un picco di oltre 500), è fortemente diminuito e la sopravvivenza della comunità è messa a repentaglio soprattutto a causa della scarsa tutela culturale.
I villaggi cimbri dell'altopiano sono Vallorch e Le Rotte nel comune di Fregona (TV), Val Bona, Pian dei Lovi, Canaie Vecio, e Pian Canaie nel comune di Tambre (BL), Campon, Pian Osteria e I Pich nel comune di Alpago (BL). Molti di questi villaggi sono costituiti da pochi fabbricati, talvolta ridotti allo stato di ruderi, e la maggior parte sono abitati solo stagionalmente.

## Sport

### Ciclismo
Il Cansiglio ha visto transitare il Giro d'Italia sette volte, quattro dal lato trevigiano e tre dal lato bellunese. Dal lato trevigiano fu affrontato durante le edizioni del Giro d'Italia 1933, nel corso della 15ª tappa da Udine a Bassano del Grappa, del Giro d'Italia 1962, nel corso della 13ª tappa da Lignano Sabbiadoro al Nevegal, e del Giro d'Italia 1978, nel corso della 15ª tappa da Treviso a Canazei. Un nuovo passaggio è avvenuto durante l'edizione del Giro d'Italia 2021, nel corso della 16ª tappa da Sacile a Cortina d'Ampezzo. Il Gran Premio della Montagna, considerato a quota 1127 m s.l.m. del Passo La Crosetta, ha visto scollinare per primo nel 1933 il grandissimo Alfredo Binda (che era anche Maglia Rosa), nel 1962 il "Cit" Nino Defilippis (con il belga Armand Desmet in Maglia Rosa), nel 1978 lo svizzero Ueli Sutter (con un altro belga Johan De Muynck in Maglia Rosa) e nel 2021 il francese Geoffrey Bouchard in maglia azzurra di miglior scalatore (con il colombiano Egan Bernal in Maglia Rosa).
Il lato bellunese, invece, fu affrontato durante le edizioni del Giro d'Italia 1934, nel corso della 16ª tappa da Trieste a Bassano del Grappa, del Giro d'Italia 1966, nel corso della 21ª tappa da Belluno a Vittorio Veneto, e del Giro d'Italia 1968, nel corso della 13ª tappa da Cortina d'Ampezzo a Vittorio Veneto. Il Gran Premio della Montagna, considerato a quota 1045 m s.l.m. della località Campon, ha visto scollinare per primo nel 1934 Remo Bertoni (con il grande Learco Guerra in Maglia Rosa), nel 1966 Pietro Scandelli, già primo sul Passo San Boldo e vincitore di quella tappa (con Gianni Motta in Maglia Rosa), e nel 1968 lo scalatore vicentino Lino Farisato, che era scattato sul Nevegal (con il belga Eddy Merckx in Maglia Rosa).
| Anno | Tappa | Partenza/arrivo                     | km  | versante GPM                                  | Vincitore di GPM  | Maglia Rosa     |
| ---- | ----- | ----------------------------------- | --- | --------------------------------------------- | ----------------- | --------------- |
| 1933 | 15ª   | Udine - Bassano del Grappa          | 213 | Versante trevigiano (Passo La Crosetta 1127m) | Alfredo Binda     | Alfredo Binda   |
| 1962 | 13ª   | Lignano Sabbiadoro - Nevegal        | 173 | Versante trevigiano (Passo La Crosetta 1127m) | Nino Defilippis   | Armand Desmet   |
| 1978 | 15ª   | Treviso - Canazei                   | 234 | Versante trevigiano (Passo La Crosetta 1127m) | Ueli Sutter       | Johan De Muynck |
| 2021 | 16ª   | Sacile - Cortina d'Ampezzo          | 153 | Versante trevigiano (Passo La Crosetta 1127m) | Geoffrey Bouchard | Egan Bernal     |
| 1934 | 16ª   | Trieste - Bassano del Grappa        | 273 | Versante bellunese (Campon 1045m)             | Remo Bertoni      | Learco Guerra   |
| 1966 | 21ª   | Belluno - Vittorio Veneto           | 181 | Versante bellunese (Campon 1045m)             | Pietro Scandelli  | Gianni Motta    |
| 1968 | 13ª   | Cortina d'Ampezzo - Vittorio Veneto | 163 | Versante bellunese (Campon 1045m)             | Lino Farisato     | Eddy Merckx     |

### Atletica
Dal 2004, nel mese di settembre (terza domenica), l'altipiano era attraversato dall'Ecomaratona dei Cimbri, una gara nata per far conoscere il popolo cimbro ed il suo territorio. Oggi la gara, che si svolge a metà luglio, ha cambiato denominazione. Nell'ambito del Fregona Trail Fest vengono tracciati tre percorsi: il Trail del Pizzoc di 21 km, il Trail dei Cimbri di 45 km e l'Antico Troi degli Sciamani di circa 80 km.